# 아르세우스
아르세우스는 포켓몬스터 시리즈에 등장하는 환상의 포켓몬이다. 포켓몬스터 세계를 창조한 창조신이며 신오신화에서도 등장한다.

## 특징
특성 멀티타입 덕분에 18 종류의 '플레이트' 아이템으로 노말,불꽃, 물, 전기, 풀, 얼음, 격투, 독, 땅, 비행, 에스퍼, 벌레, 고스트, 드래곤, 악, 강철, 페어리 등 속성에 관한 플레이트를 지니는 것으로 여러 가지 타입으로 타입 시프트 하는 것도 가능하다. 번호는 493번이며, 아르세우스의 자손은 디아루가, 펄기아, 기라티나이다. 아르세우스는 세계를 창조하였으며, 다시 깨어나면 세계의 파괴를 불러 일으킨다고 전해진다. 고대 민족의 후손만이 아르세우스를 지배할 수 있다고 전해지며, 석판인 '플레이트'를 통해 자녀들을 지배 및 조절할 수 있다고 전해진다. 출현은 '해'와 '달'이 만나는 개기 일식에서 나타난다. 시간과 공간, 그리고 반전 세계를 모두 다스릴 수 있다고 알려져 있다.
무엇보다도, 한때 모든 포켓몬 중 가장 종족치가 높았다. 하지만 지금은 
다이맥스 무한다이노(1위), 메가뮤츠X/Y, 메가레쿠쟈(공동 2위), 원시 그란돈/가이오가(공동 4위), 울트라 네크로즈마(6위)한테 밀렸다. 근데 자시안/자마젠타 때문에 단독 7위도 아니다. 전용기의 위력도 시간의 포효, 파괴광선, 기가임팩트, 프리즘레이저, 무한다이빔 같은 기술들에게 밀리고, 짝퉁인 실버디보다 위력이낫다. 그래도 선공기인 신속과 많은 견제기와 우수한 공격,방어로 많이 쓰였는데, 소드실드에서 삭제 당했다. 다행히 4세대 리메이크 포켓몬스터 브릴리언트 다이아몬드·샤이닝 펄, Pokémon LEGENDS 아르세우스에서등장한다.

## 포획법
일본에서는 포켓몬스터 극장판 12기, '아르세우스 초극의 시공으로' 개봉과 함께 배포되어 입수할 수 있게 되었다. 이때 배포된 아르세우스는 레벨이 100이며, 기술배치는 '시간의 포효 / 공간절단 / 섀도다이브 / 심판의 뭉치이며, 일반적인 게임플레이로는 입수가 불가능한 '애터열매'를 소지하고 있다. 한국에서도 2009년 12월 24일 영화 개봉으로 일본과 동일한 아르세우스가 전국 롯데시네마에서 배포되었다. 일본에서 발매된 블랙, 화이트에서는 드림월드에서 인기투표 1위로 당첨된 드림특성 아르세우스를 레벨 100으로 만날 수 있다. 원하는 볼에 넣을 수 있다.

## 게임에서의 아르세우스와 천계의 피리
게임상에서는 디아루가와 펄기아가 등장한 천관산 창기둥에 '천계의 피리'라는 아이템을 갖고 가면 올라가는 계단이 나타나고, 이 계단을 올라가면 레벨 80의 아르세우스를 만날 수 있다. 고유기는 자신이 지닌 플레이트의 속성에 따라 속성이 바뀌는 공격인 "심판의 뭉치(심판의 돌)"이라는 기술이다. 한편 일본에서는 아르세우스를 공식적으로 공개를 했지만 배포는 하지 않아서 치트를 사용하지 않으면 잡을 방법이 없었으나, 일본에서 극장판 12기, 아르세우스 초극의 시공으로의 개봉 후 배포했고, 이어 한국에서도 개봉해 배포되었다. 배포된 아르세우스는 레벨이 100이고, 애터열매를 지니고 있다. 하지만 천계의 피리는 지금까지 한 번도 배포하지 않았다.  
2022년부로 Pokémon LEGENDS 아르세우스에서 메인 퀘스트를 모두 클리어 하고 도감을 완성한 다음 천관산 신전에서 잡을 수 있게 되었고, 포켓몬스터 브릴리언트 다이아몬드·샤이닝 펄에서 주인공의 집 2층에서 천계의 피리를 얻고 천관산 꼭대기에서 피리를 불면 80레벨의 아르세우스를 만날 수 있다. 
《포켓몬스터 하트골드&소울실버》에 배포받은 아르세우스를 가져와 알프의 유적에 가면, 이벤트 후 레벨 1의 디아루가 / 펄기아 / 기라티나 중 한 마리를 선택해 얻을 수 있다.
<<Pokémon LEGENDS 아르세우스>>에서 모든포켓몬을 한마리씩 잡으면 천관산의 신전에서 등장한다.

## 영화에서의 아르세우스
2009년 개봉된 극장판 12기 「아르세우스 초극의 시공으로」에 주역 포켓몬으로써 등장한다. 성우는 특별 출연의 미와 아키히로/정재헌. 압도적인 힘과 매우 높은 지성을 가졌으며, 인간의 말도 할 수가 있다.
옛날, 아르세우스는 갑자기 떨어진 운석으로부터 세계를 지키기 위해 자신의 힘을 다 써 버려, 땅에 탈진하여 쓰러져 생명의 근원인 16개의 플레이트가 근처에 모두 흩어졌었다. 그러나 다모스라는 남자가 플레이트 회수를 도와 주었고 아르세우스는 그것에 대한 답례로, 자신이 가진 플레이트 중 우뢰, 용, 풀, 물, 땅의 5개의 플레이트를 「생명의 보옥」으로 결합시킨 후 다모스에게 빌려주어 다모스가 살던 황폐해진 마을 「미케나」를 부활시킬 수 있도록 하였고, 태양이 달에 가려지는 날(개기일식의 날)에 다시 돌려받기 위해 오겠다고 약속하였다. 그러나 '보옥을 돌려주면 미케나가 또 몹시 황폐해진 토지로 돌아와 버릴 것이다'라고 생각한 다모스의 부하 기신의 음모로 약속이 깨지고, 오히려 공격을 받은 아르세우스는「다음에 잠으로부터 깨었을 때, 인간에게 심판을 내리겠다」라고 말을 남긴 후 분노한 상태로 깊은 잠에 빠진다.
그 후, 인간에게 배신당한 채 격렬한 분노에 잠긴 아르세우스가 눈을 뜨는 시간이 가까워지면서 시공이 서서히 일그러져갔다. 그 일그러짐이 극장판 10기 「디아루가 VS 펄기아 VS 다크라이」에서, 원래라면 만날 리가 없었던 디아루가의 공간과 펄기아의 공간이 충돌하고 말았으며, 그 결과 서로가 자신의 공간에 침범했다고 착각하게 되어 디아루가와 펄기아는 격돌, 그 격돌로 인해 극장판 11기 「기라티나와 하늘의 꽃다발 쉐이미」에서 출현한「깨어진 세계」에서 살고 있던 기라티나까지 말려들게 해 버린다.
오랜 세월이 흘러 잠에서 깨어난 아르세우스는 번영을 누리고 있는 마을 미케나로 인간들을 멸하기 위해 공격을 시작한다. 그 징조를 감지하여 공격을 막기 위해 나타난 디아루가, 펄기아, 기라티나를 상대로 타입 변화를 포함한 압도적인 힘을 과시하며 일방적으로 공격을 하나, 디아루가가 모든 힘을 쏟아부어 지우일행과 '시나'를 과거로 보내어 기신의 음모를 막아내고, 아르세우스에게 '생명의 보옥'을 돌려주었다. 그 결과 아르세우스는 기억이 바뀌어버렸고(생명의 보옥을 주었으니 더 이상 인간들에게 분노할 이유가 없어짐.), 공격을 중지하고 자신의 세계로 돌아간다.
'공격 무효화'는 아르세우스와 실버디만의 고유 특기 중 하나로, 모든 속성의 공격을 자신이 가진 17종의 플레이트(메모리)를 사용하여 타입을 적재적소하게 변경, 흡수하여 무효화시키는 것이다. 이 특성은 모든 포켓몬 중 실버디와 함께 유일한 '멀티타입' 포켓몬인 아르세우스만이 가진 특성으로, 다른 포켓몬들과의 전투에서 무적을 자랑할 수 있게 한다. 영화에서는 '생명의 보옥'을 만들기 위해 사용한 5가지 플레이트의 속성(전기, 물, 풀, 땅, 드래곤) 공격은 무효화시키지 못하나 아르세우스의 절묘한 타입 변화로 모든 공격이 거의 통하지 않는 모습을 보였다.

## 같이 보기
- 포켓몬스터
- 포켓몬의 목록